# Paratrigona eutaeniata
Paratrigona eutaeniata är en biart som beskrevs av Camargo och Jesus Santiago Moure 1994. Paratrigona eutaeniata ingår i släktet Paratrigona och familjen långtungebin. Inga underarter finns listade i Catalogue of Life.